# نیکولای کاروتام
نیکولای کاروتام (استونیایی: Nikolai Karotamm; ۲۳ اکتبر ۱۹۰۱ – ۲۱ سپتامبر ۱۹۶۹) سیاست‌مدار کمونیست اهل استونی بود.
وی همچنین برندهٔ جوایزی همچون نشان لنین شده‌است.